# Вілберфорс Мфум
Вілберфорс «Віллі» Мфум (англ. Wilberforce «Willie» Mfum; 28 серпня 1936 — 11 травня 2025) — ганський футбольний нападник, який грав як аматор у Гані та професіонал у США. Член збірної Гани з футболу на літніх Олімпійських іграх 1964 року.

## Життєпис
Народився 28 серпня 1936 року у невеликому містечку Хвідіем (район Південний Асутіфі, область Ахафо сучасної Гани), що за сотню кілометрів на північний захід від Кумасі, у колишній британській колонії Золотий Берег.
На футбольному полі Мфум «був безглуздим нападником і поводився як яструб у коробці…; його прозвали «Бульдозер» (англ. Bulldozer) і «Людина—Дизель» (англ. Man Diesel) за його агресію та грубу силу».
Відомий спортивний функціонер Гани в 1960-х роках Охене Джан назвав Мфума «потужним індивідуалістом» (англ. powerful individualist) і «безстрашним розміновувачем» (англ. fearless mine-sweeper).
У розквіті футбольної кар'єри Мфум за кількістю та періодичністю забитих голів поступався лише Едварду Аква, за що став одним з перших футболістів Гани, які володіли автомобілем.
У 1960-х роках у Гані діяли аматорські правила футболу, а футболісти повинні були мати основну роботу як джерело засобів до існування. Поза полем Мфум працював стенографістом і статистичним клерком у державних корпораціях.
Наприкінці 1960-х років, у 1970-х роках проживав у США та грав у професійний футбол («сокер») у місцевих командах.
Був одружений. Мешкав у передмісті Аккри Східний Легон у власному будинку «Вілла Мері Мфум» (англ. «Mary Mfum’s Villa»), названому на честь покійної дружини.
Помер 11 травня 2025 року, маючи 88 років.

## Клубна кар’єра
Розпочав футбольну кар'єру в рідній Гані, граючи в центральному регіоні за клуби «Сведру Олл Блекс ФК» і «Веномес Вайперс». Поступове зростання популярності Мфума як футболіста сприяло його переїзду до Кумасі, де згодом заграв за «Асанте Котоко», одну з найсильніших команд країни, з якою за час гри у 1962—1967 роках тричі ставав чемпіоном Гани (1964, 1965, 1967 роки).
Через неможливість стати професійним футболістом у Гані прийняв пропозицію грати у США:
1968 року грав за «Балтімор Бейс» у Національній професійній футбольній лізі.
Від початку сезону 1969—1970 років грав за «Нью-Йорк Юкрейніан» у Німецько-американській футбольній асоціації.
1970 року грав за «Юкрейніан Нешнлз» у Американській футбольній лізі. У цьому сезоні став одним з найкращих бомбардирів ліги (6 голів у 9 матчах) разом з Хуаном Палеттою (6 голів у 8 матчах за «Філадельфію Спартанс»).
1971 року підписав контракт із «Нью-Йорк Космос» Північноамериканської футбольної ліги.

## Національна команда
У 1958—1968 роках грав за національну збірну Гани з футболу (прізвисько «Чорні зірки»).
1963 року забив перший в історії збірної Гани гол у фінальній частині Кубка африканських націй. Цього року Гана дебютувала у груповому етапі турніру та здобула свій перший титул.
У серпні 1965 року призначений капітаном збірної, після того як команда була відновлена перед цьогорічним Кубком африканських націй. Але через травму коліна лише за тиждень до початку турніра і подальшу операцію не зміг допомогти команді та підняти переможний Кубок у Тунісі разом з іншими гравцями. Тренер «Асанте Котоко», угорець Йожеф Ембер, сприяв транспортуванню Мфума до Будапешта на фізіотерапію.
З п'ятьма голами був другим серед найкращих бомбардирів на Кубку африканських націй 1968 року, коли Гана стала другою.
Також грав за олімпійську збірну Гани з футболу на літніх Олімпійських іграх 1964 року.

## «Легендарний» гол
24 листопада 1963 року на 9-й хвилині стартової гри проти збірної Тунісу забив перший гол, який Гана коли-небудь забивала у фінальній частині Кубка африканських націй.
Щоб встановити факт взяття воріт досвідчений єгипетський суддя Махмуд Хусейн Імам вимушений був звертатися за допомогою до суддів на лініях — після удару м'яч зайшов у сітку воріт, але потім опинився за межами. «Вони перевірили сітку, і коли виявили, що вона повністю розірвана, визнали, що це гол».
Ця подія набула відображення у фразі аканською мовою «Mfum atete net» («Мфум, який розриває сітку»).

## Титули і досягнення
- Збірна Гани:
  - Переможець Кубка африканських націй: 1963
  - Срібний призер Кубка африканських націй: 1968
- «Асанте Котоко»:
  - Чемпіон Гани (3): 1964, 1965, 1967